# As Close As You Think
As Close As You Think is het vijftiende album van de Britse progressieve rock musicus Kevin Ayers.

## Tracklist
De nummers zijn geschreven door Kevin Ayers, behalve nummers 1, 2, 6, 8 en 9
1. Steppin' Out (Ayers / Halsall)
2. Fool After Midnight (Ayers / Halsall / Gregmar)
3. Wish I Could Fall
4. Only Heaven Knows
5. Too Old To Die Young
6. The Howlin' Man (Ayers / Halsall)
7. Never My Baby
8. Budget Tours (Part One) (Ayers / Halsall)
9. Budget Tours (Part Two) (Ayers / Halsall)

## Bezetting
- Kevin Ayers: zang, gitaar

Met:
- Ollie Halsall gitaar
- Pat Crumly saxofoon
- Poli Palmer drums

Gasten:
- Zanna Gregmar